# Asura inornata
Asura inornata là một loài bướm đêm thuộc phân họ Arctiinae, họ Erebidae.